# Мічурінський сільський округ (Павлодарський район)
Мічу́рінський сільський округ (каз. Мичурино ауылдық округі, рос. Мичуринский сельский округ) — адміністративна одиниця у складі Павлодарського району Павлодарської області Казахстану. Адміністративний центр — село Мічуріно.
Населення — 3073 особи (2021; 2760 у 2009, 2549 у 1999, 2909 у 1989).
Станом на 1989 рік існувала Мічурінська сільська рада (села Госплемстанція, Мічуріно), села Алексієвка та Березовка перебували у складі Зангарської сільської ради (пізніше Зангарського сільського округу). Село Алексієвка було ліквідоване 2004 року.

## Склад
До складу округу входять такі населені пункти:
| Населений пункт      | Старі назви | Населення, осіб (1989) | Населення, осіб (1999) | Населення, осіб (2009) | Населення, осіб (2021) |
| -------------------- | ----------- | ---------------------- | ---------------------- | ---------------------- | ---------------------- |
| Алексієвка, село     | -           | 144                    | 121                    | -                      | -                      |
| Госплемстанція, село | -           | 1209                   | 1153                   | 1308                   | 1379                   |
| Мічуріно, село       | -           | 1176                   | 977                    | 1204                   | 1489                   |
| Уміт-апа, село       | Березовка   | 380                    | 298                    | 248                    | 205                    |